# Castello di Roccavaldina
Il castello di Roccavaldina, altrimenti conosciuto anche come palazzetto baronale di Rocca, è un edificio storico ubicato in piazza del Popolo, nel centro storico di Roccavaldina, comune italiano della città metropolitana di Messina.

## Storia

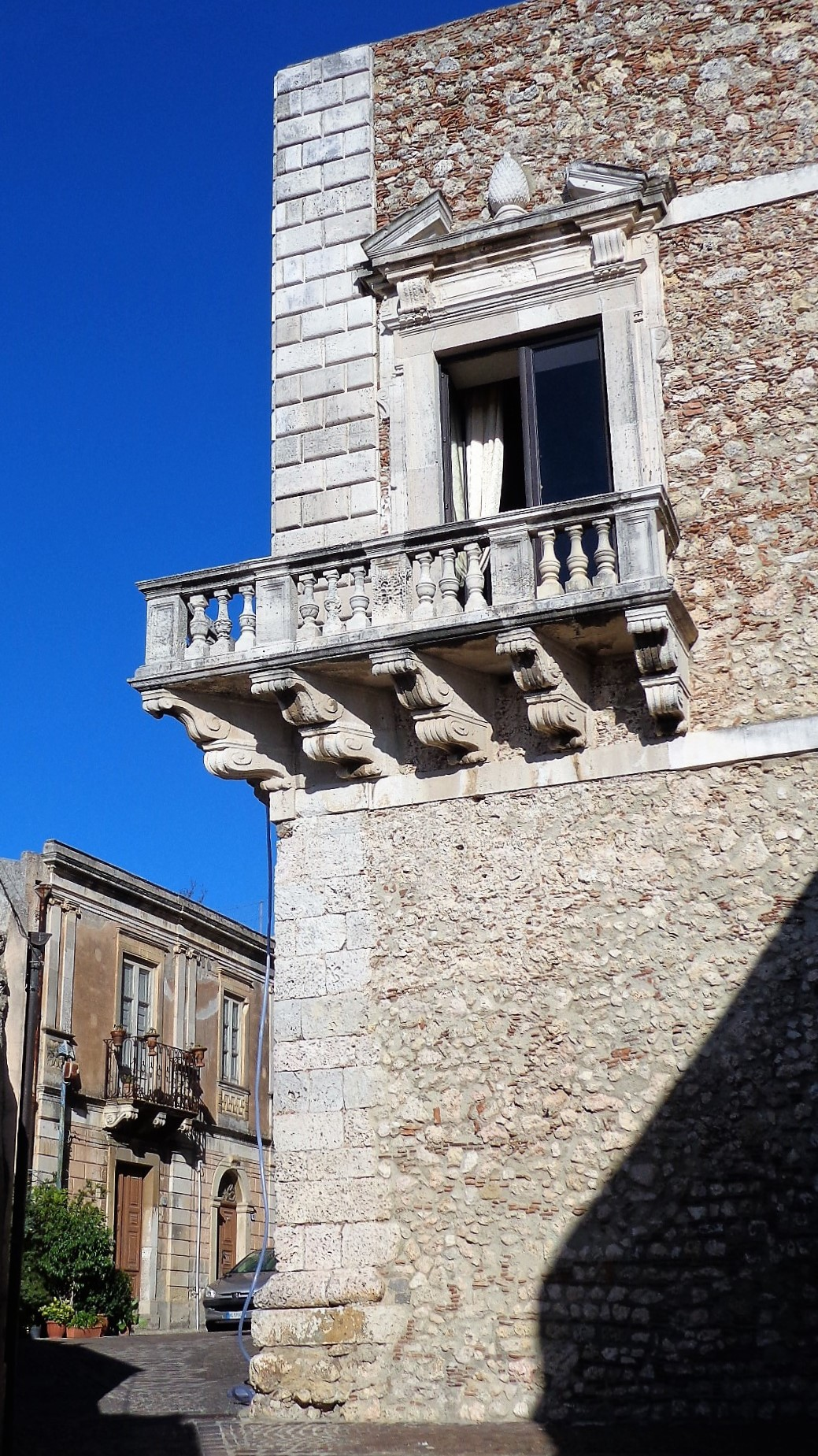
Balcone angolare.

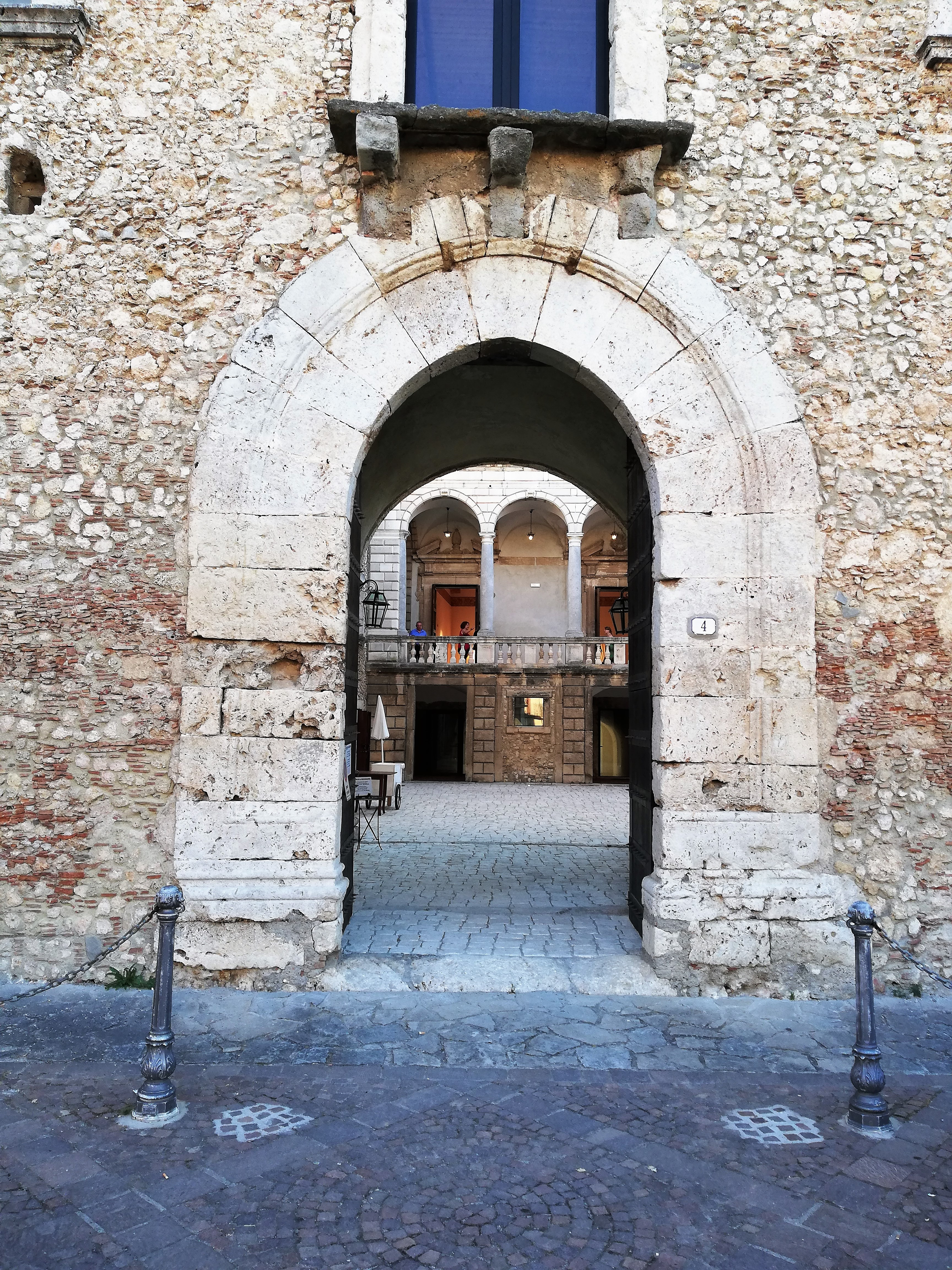
Il portale.

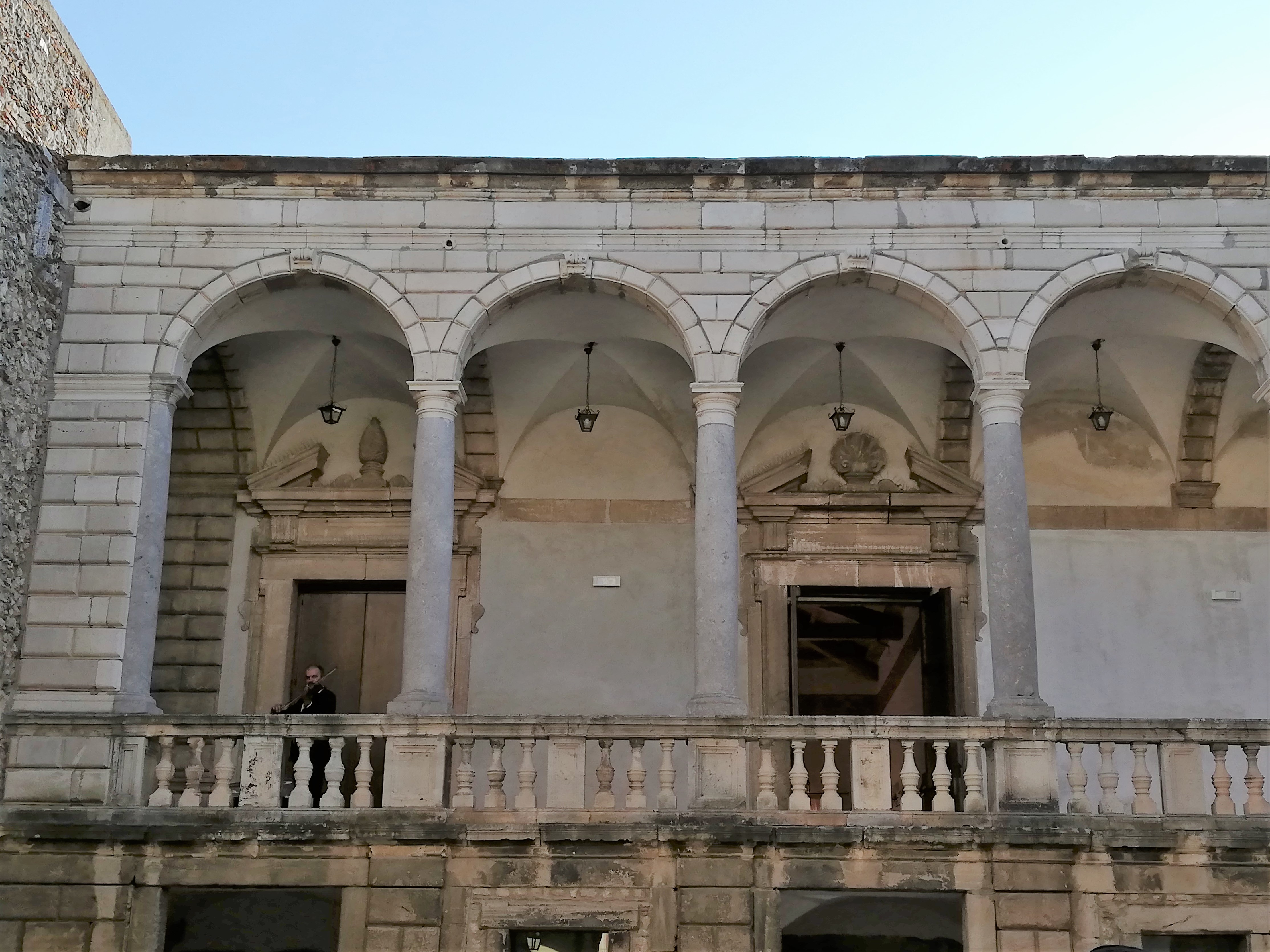
Loggiato.

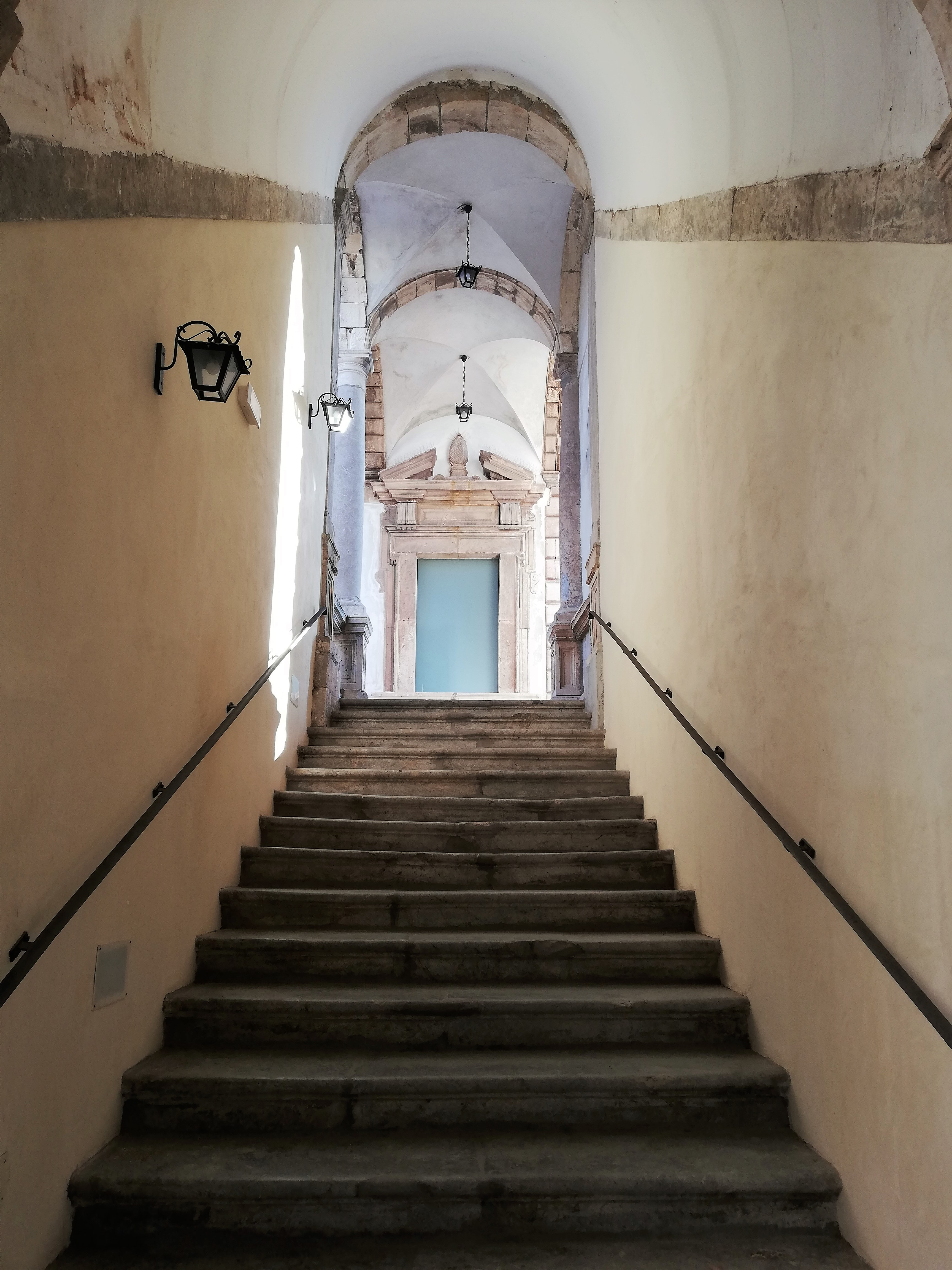
Lo Scalone.

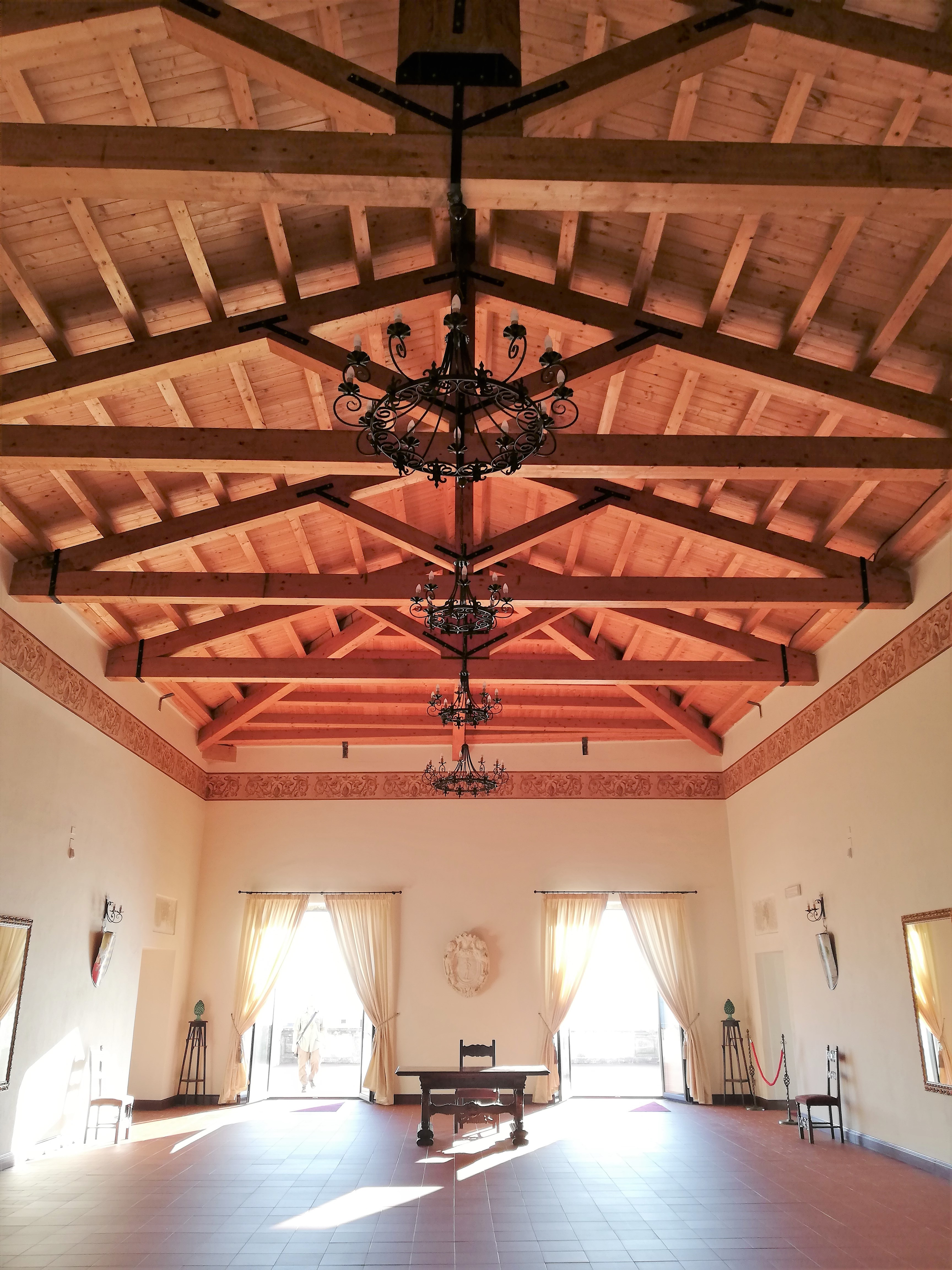
Il Salone.

### Epoca romana
Il castello verosimilmente sorge sul sito di un'antica posta romana (fermata obbligatoria per il cambio dei cavalli), Pyxus. La leggenda vuole che in origine il centro sia sorto intorno al 260 a.C. ad opera dei Romani col nome di Pagus Lavina.
Trasformata poi in fortificazione in epoca bizantino - araba a causa delle frequenti incursioni.

### Epoca dell'Emirato di Sicilia
Nell'anno 840 circa i Saraceni invasero la Sicilia e posero d'assedio Pyxus che fu costretto alla resa. Il centro abitato fu ricostruito con il nome di Raakal Elmerun (Campo di rifornimento (di Rometta)), insediamento divenuto il campo base dei Saraceni che hanno assediato per tre anni il vicino castello di Rometta, località ultimo baluardo bizantino in provincia e nell'intera isola.

### Epoca del Regno di Sicilia
Dopo il 1060 Ruggero I d'Altavilla passò lo Stretto di Messina con 500 cavalieri e progressivamente riconquistò la Sicilia. Sotto il dominio normanno, il controllo del feudo passò al monastero di Santa Maria la Scala dell'Ordine benedettino.
La prima notizia storica è rilevabile dai Pontifici Diplomi, in essi si legge: "L'arcivescovo di Messina fin dalla istituzione della diocesi - epoca della conquista normanna - elevò Rometta ad arcipretura con vicini casali di Roccae (Roccavaldina), Maurojannis (Valdina), San Martino, Rappani, Saponariae, Bavosae, ... " (1090).
La terra baronale è distinta in Castro Montifortis, Castro Saponariæ, Casali Roccæ, Casali Bavosæ, Casali Calvarusæ, Casali Rappano, Casali Maurojannis e Casali Sancti Petri.
Le prime notizie scritte sul proprietario del castello risalgono al 1296, riferite a Giovanni Rocca, nobile cavaliere pisano.
Terra baronale del Val Demone soggetta al mero e misto imperio.
- Feudo di Perroni di Gioeni il Seniore per concessione di Federico IV di Sicilia detto il Semplice;
  - Bartolomeo di Gioeni, Regio Cancelliere;
    - Perroni di Gioeni Juniore.[4]

Giovanni di Tarento, giudice della Regia Gran Corte, acquirente nel 1397 con privilegio di re Martino il Giovane.
Permuta dei terreni nel 1399 a favore di Niccolò Castagna detto Miles, Tesoriere della Real Camera, Maestro Razionale del Regno di Sicilia, Stratigoto di Messina nel 1411 e Viceré di Sicilia nel 1422, con l'avallo di re Martino il Giovane, e in seguito di re Martino il Vecchio.
Risolti i dissidi causati dalle lunghe vicende dei Vespri Siciliani, il territorio fu diviso in feudi assegnati alle famiglie nobili.
- Nipote accasata con Matteo di Bonifacio.[3]
  - Margherita di Bonifacio moglie di Federico Ventimiglia, matrimonio senza prole.[3]
  - Margherita di Bonifacio fu anche moglie di Gilberto La Grua.[3]
    - Eulalia La Grua fu investita nel 1453, moglie di Federico Pollicino e Castagna.[3]
      - Gaspare Pollicino e Castagna se ne investi nel 1489. Nel 1505 seguì la vendita al fratello Gilberto.[3]

### Epoca del Viceregno di Sicilia
Il castello da semplice fortificazione divenne fortezza baronale. Sorge inizialmente come struttura difensiva e successivamente ampliata e adibita a residenza principesca della nobile famiglia dei Principi Valdina.
- Nel 1509 vendita dei terreni ad Andrea Valdina. Sposò Francesca Cundo.[5]
  - Francesco Valdina se ne investì nel 1516.[5]
    - Andrea Valdina Junior fu sposo di Laura di Ventimiglia.[5]
      - Nel 1623 Pietro Valdina e Ventimiglia fu nominato da re Filippo IV primo principe di Valdina e primo marchese dello stato. Fu maestro di Campo della Fanteria Siciliana e Pretore di Palermo nel 1637 e 1640. Marito di Antonia del Bosco e Velasquez.[5]
        - Andrea Valdina e del Bosco, Cavaliere d'Alcantara e Governatore della Compagnia della Carità di Palermo nel 1653 prese investitura nel 1652. Marito di Paola Vignuolo e Papè.[6]
          - Giovanni Valdina e Vignuolo, ultimo Principe di Valdina e ultimo Marchese della Rocca, investitura 1660.[6]
            - Francesco Valdina, investitura 1703.[6]

Alla fine del XVI secolo i Valdina-Ventimiglia commissionarono all'architetto fiorentino Camillo Camilliani, discepolo di Michelangelo, un cortile, un loggiato, uno scalone monumentale ed alcune elevazioni del palazzo baronale con ampi saloni per le feste e un vasto terrazzo panoramico sul feudo. Il tutto raccordato con la preesistente struttura fortificata d'epoca normanno-sveva.
Per collaborazioni in opere presso la capitale del regno Messina è verosimile l'attività dell'architetto Jacopo del Duca. Fonti documentali attestano i soggiorni dei pittori Michelangelo Merisi detto il Caravaggio e Alonso Rodriguez.

### Epoca contemporanea
Il terremoto di Messina del 1908 danneggiò gravemente le strutture più vetuste della costruzione, danni riparati negli anni 60 del XX secolo.
- La proprietà del castello passò a Giovanna Atanasio Martino andata in sposa a Francesco Paolo De Spucches. 
  - Giovanbattista Nastasi De Spucches diventò titolare dell'intera baronia di Roccavaldina e del Palazzo, in tal modo il castello e le terre divennero proprietà della famiglia Nastasi De Spucches.
    - Vittorio Nastasi De Spucches nel 1960 recuperò le parti pericolanti, rendendo funzionale la zona abitativa del piano nobile. Fu restaurato il loggiato seicentesco e il portale d'ingresso.

Nel novembre 1966 il castello è stato ufficialmente classificato dal Ministero come monumento storico di interesse particolarmente importante.
L'ultimo restauro risale al 2000, curato da Francesca Nastasi De Spucches che ha salvato dalla rovina i lati nord, est ed ovest in modo che il castello potesse essere tramandato alla storia nella sua interezza.

## Architettura
Costruzione quadrangolare con sviluppo maggiore sull'asse N - S.
Approssimativamente i quattro prospetti sono disposti grossomodo in direzione dei quattro punti cardinali.
- Prospetto settentrionale. Affacciato a nord sulla piazza del Popolo, dirimpetto al cocuzzolo sul quale sorge il duomo di San Nicolò, l'edificio presenta la parte più antica, risalente al periodo normanno-svevo, costituita da una facciata medievale a cortina compresa fra due torri fortificate con merlature guelfe, provvista di un varco d'accesso adorno da un portale in conci con arco a sesto acuto.
- Prospetto orientale con affaccio sulla catena dei monti Peloritani.
- Prospetto meridionale con affaccio sulla catena dei monti Peloritani, Nebrodi ed Etna sullo sfondo. Vista sul Golfo di Milazzo e Golfo di Patti. Grande terrazza su piazza Lea e fontana omonima con panorama sui possedimenti del casato. Sul vertice sinistro è presente un monumentale balcone ad angolo.
- Prospetto occidentale con affaccio sul mar Tirreno e arcipelago delle Isole Eolie. Coronamento con merlature ghibelline, affaccio e arco del loggiato, teoria di balconi dei saloni ala ovest.

Loggiato. Elemento architettonico che conferisce uno stile fiorentino unico presente in Sicilia. Le cinque arcate marmoree e lo scalone raccordano il cortile del primitivo maniero con le sale rinascimentali-barocche del palazzo baronale.

## Utilizzo
Proprietà privata utilizzata per meeting aziendali, ambientazioni fotografiche e cinematografiche, mostre, congressi, eventi privati, visite private e visite guidate.

## Galleria d'immagini

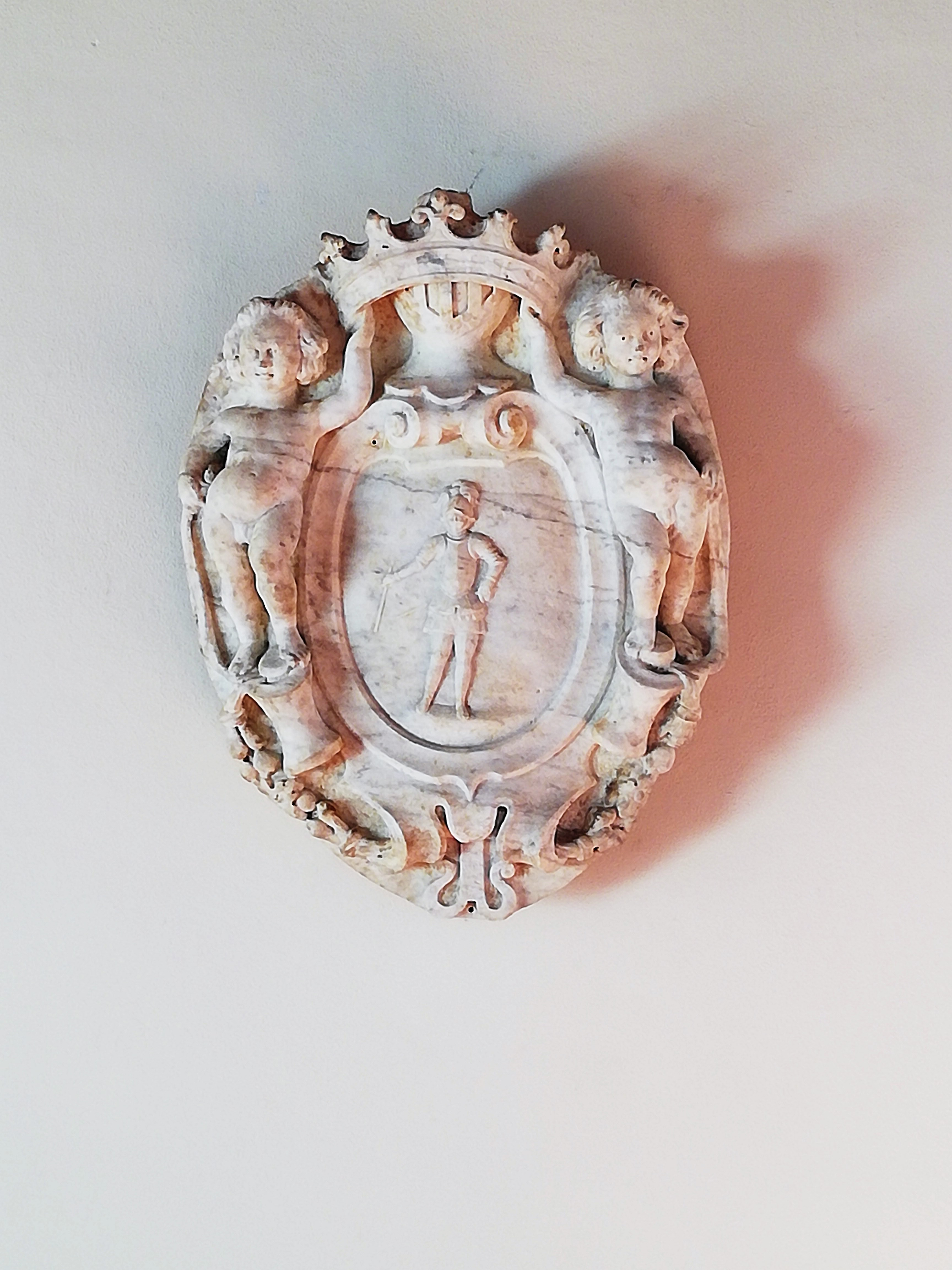
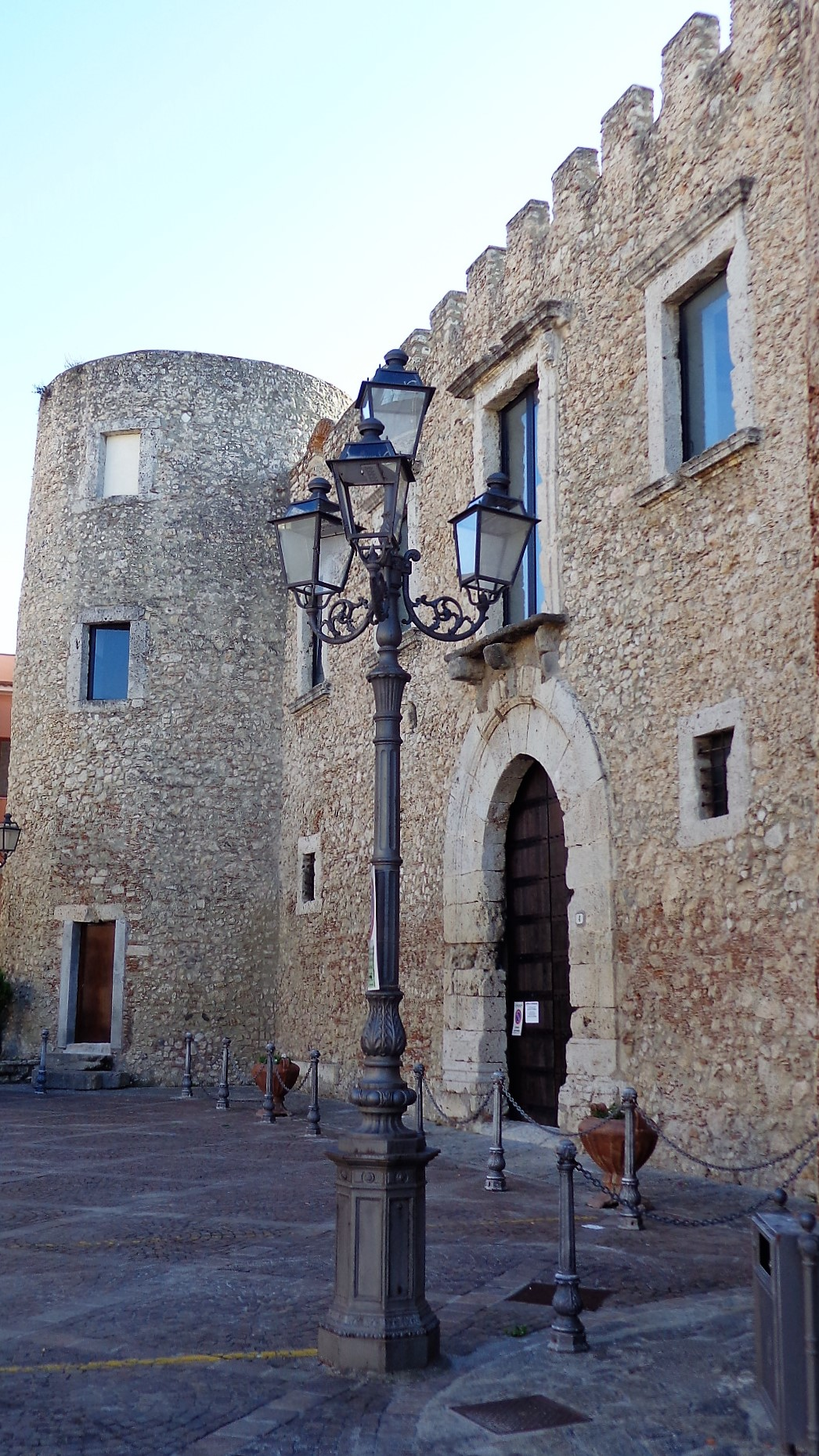
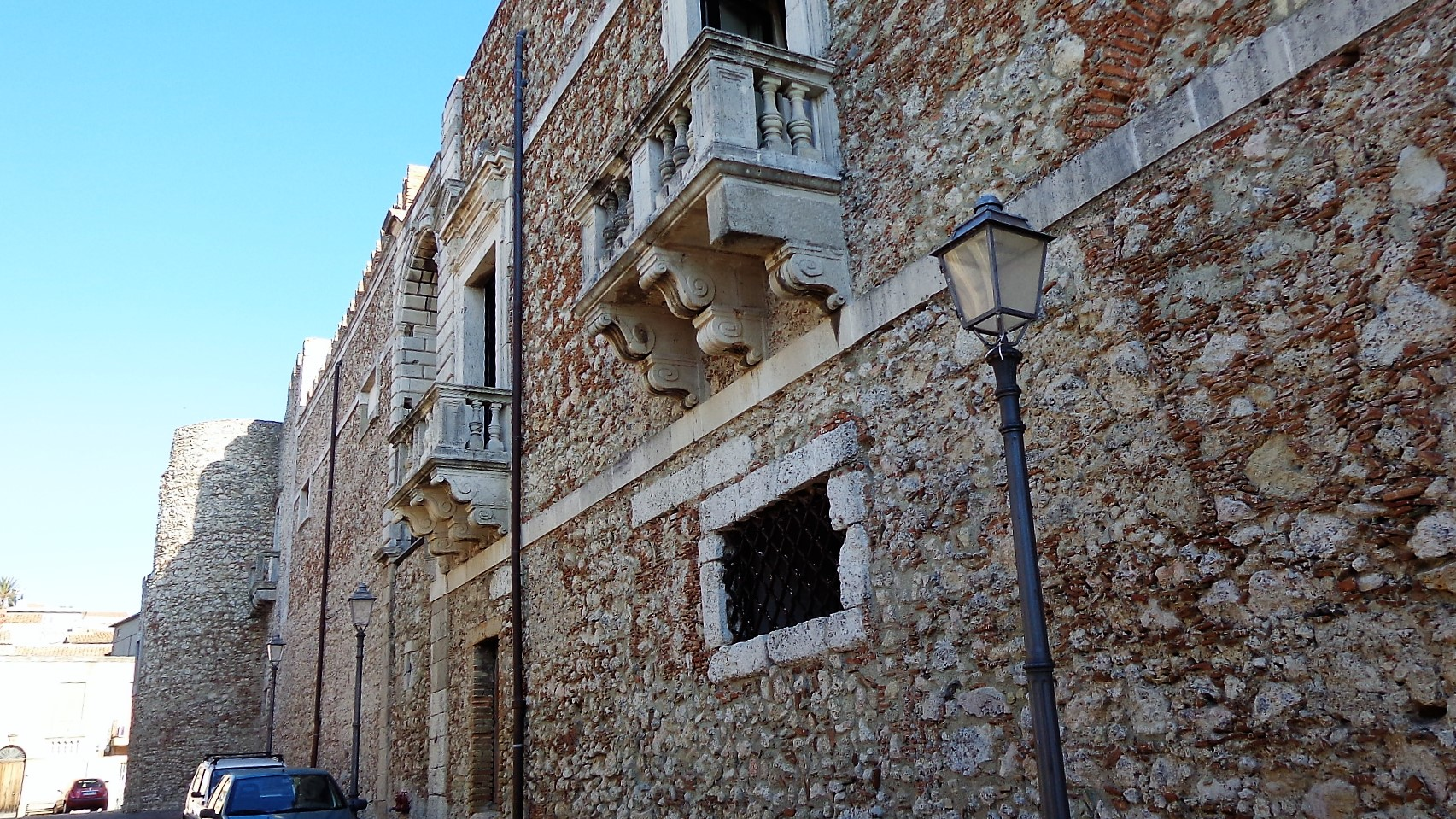
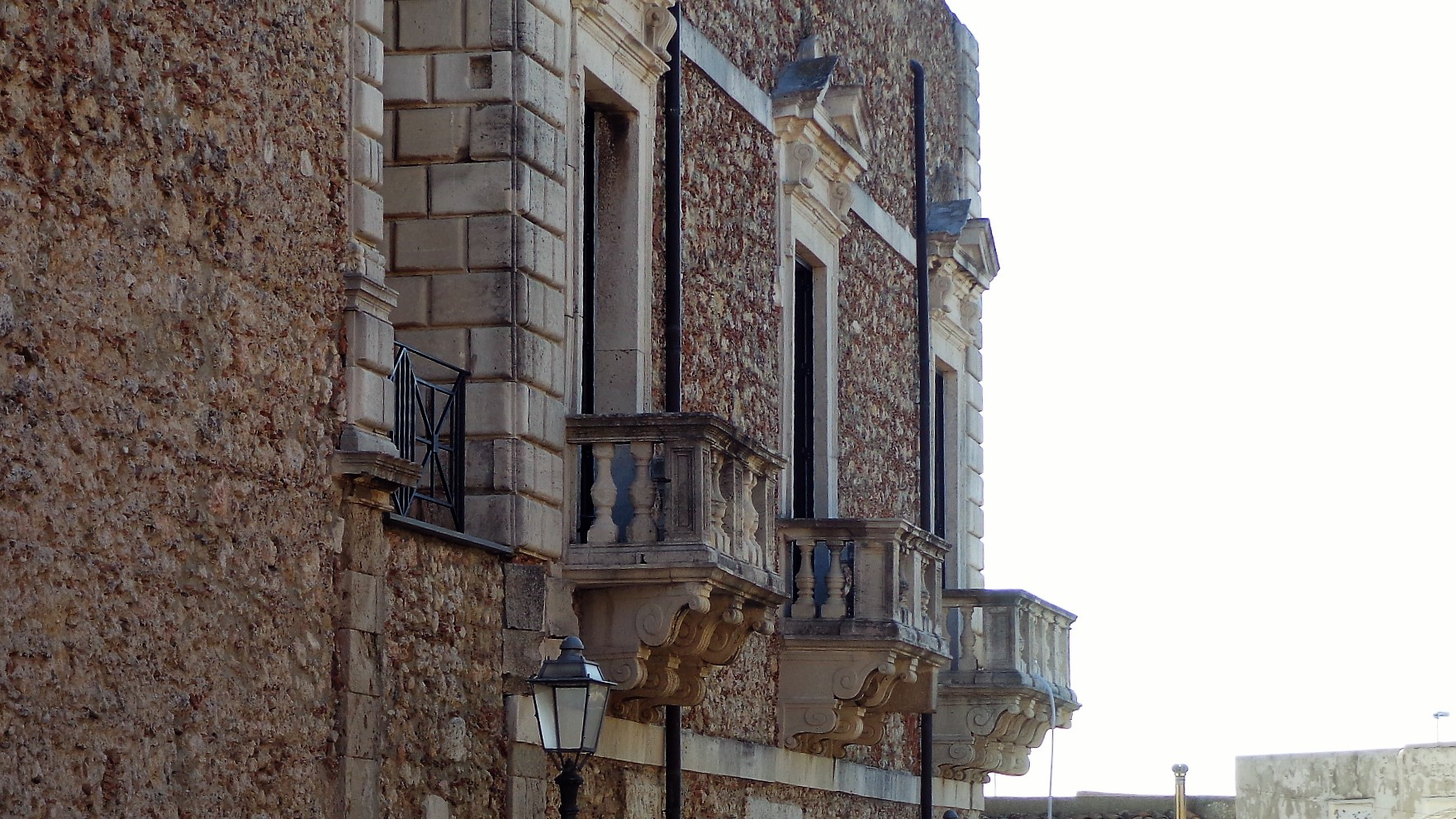
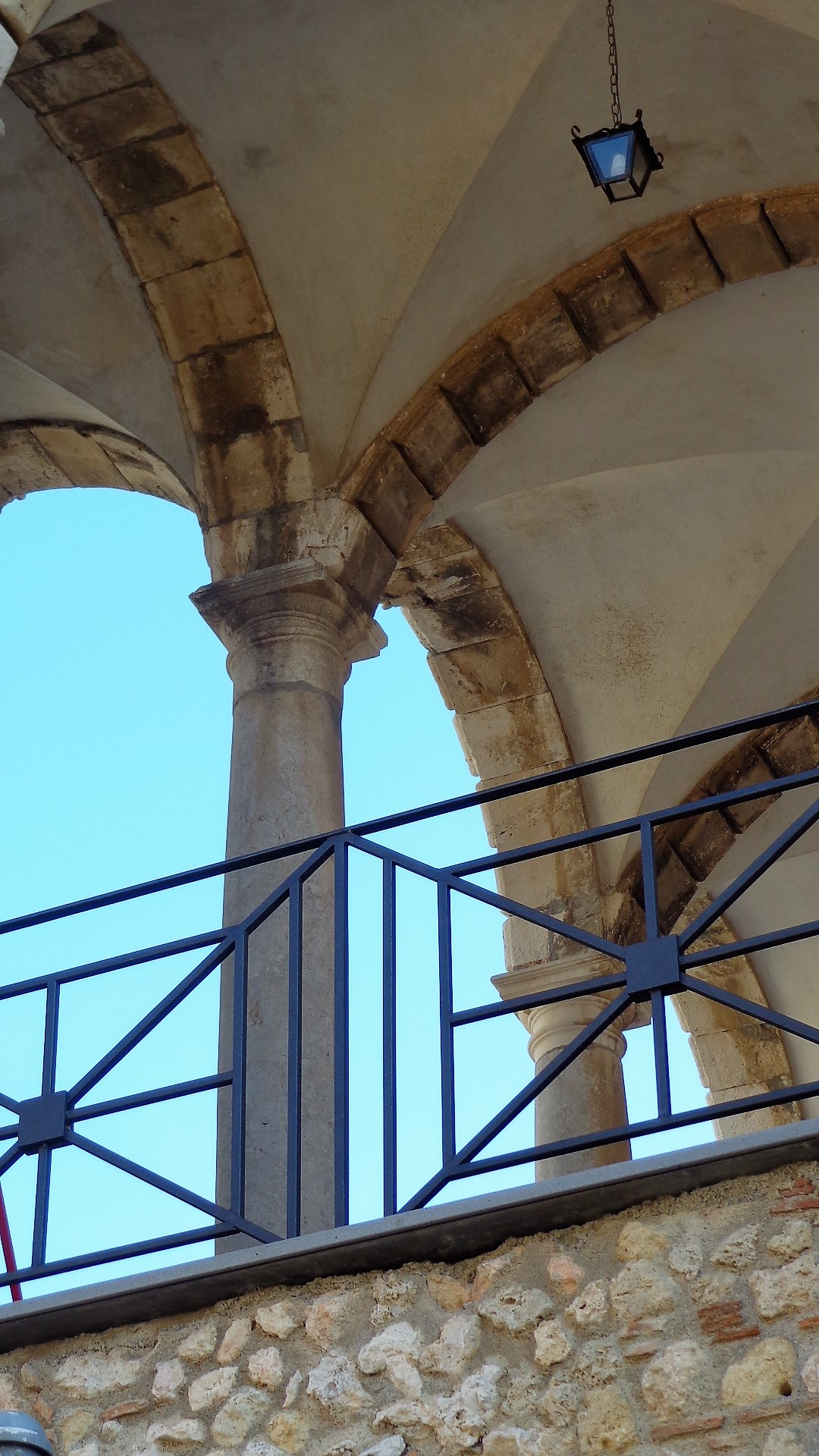
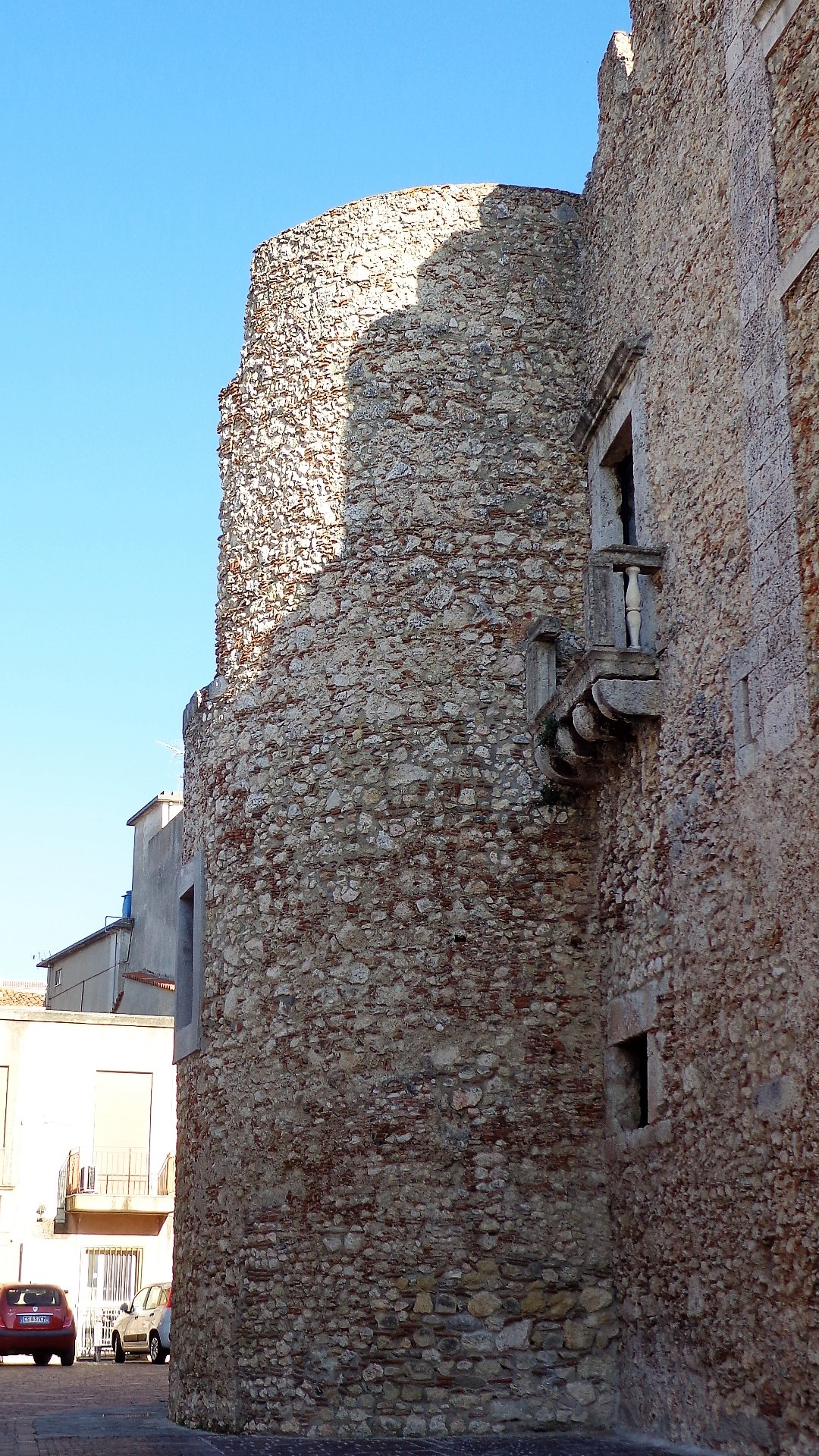

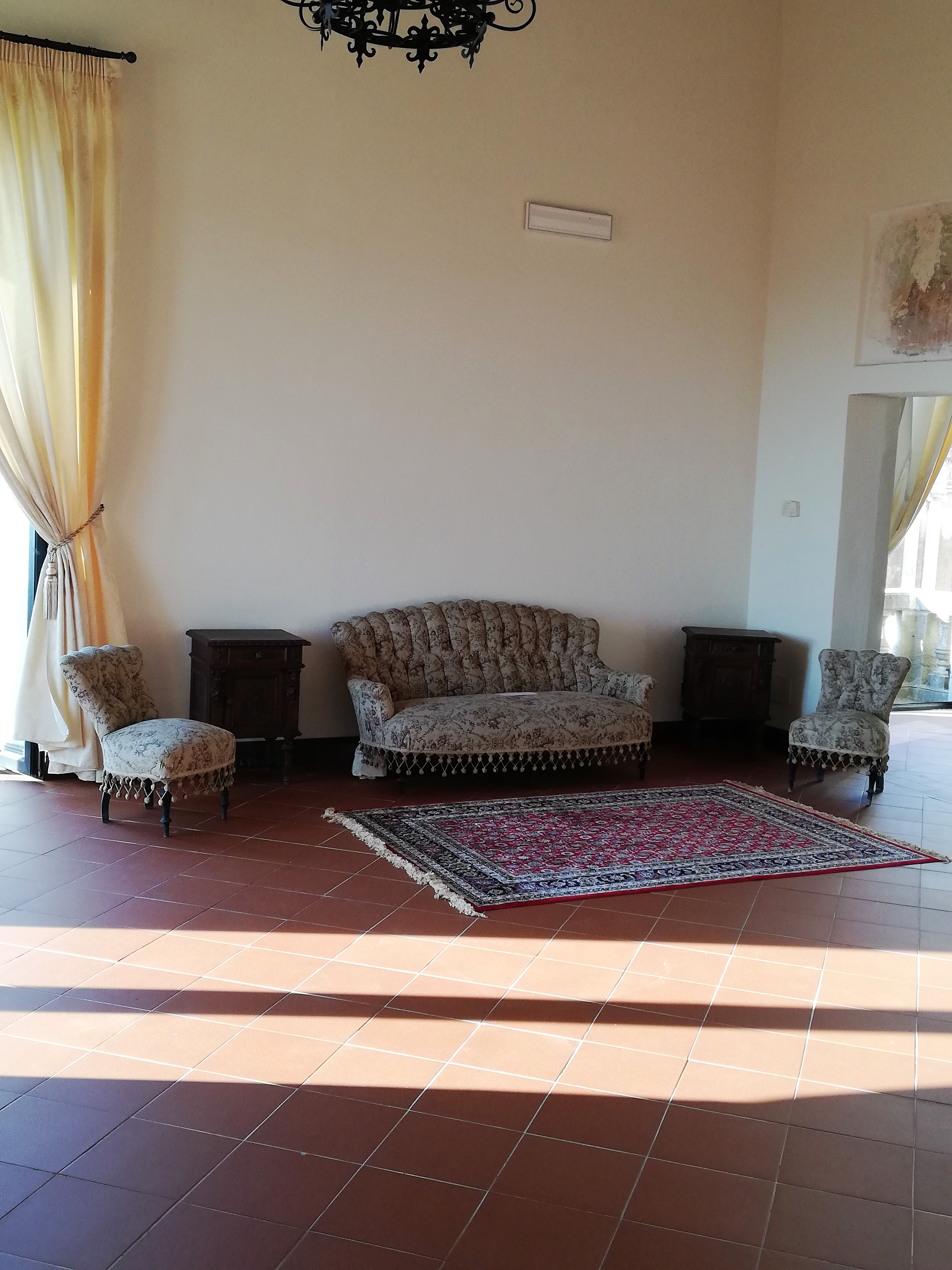
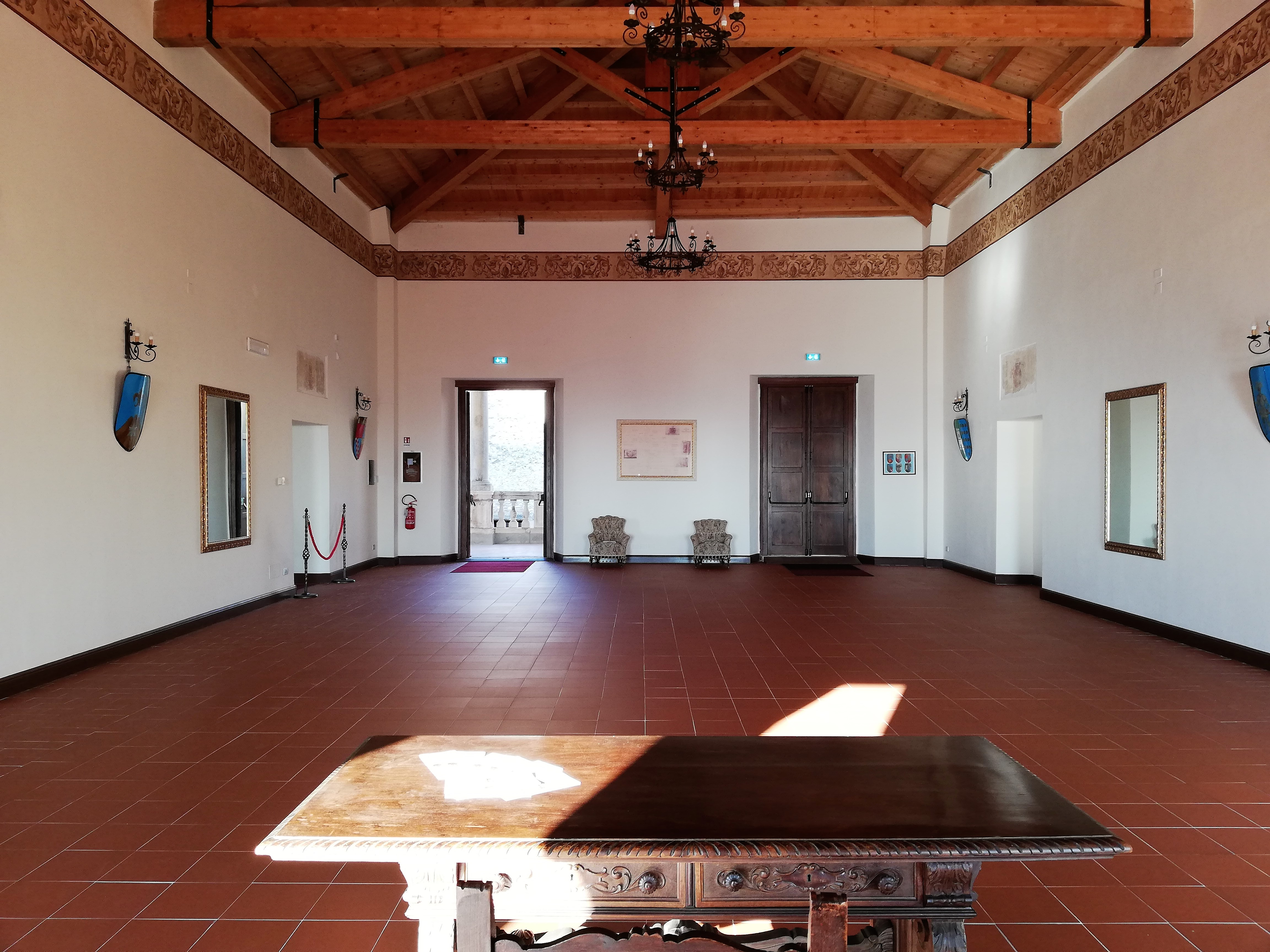
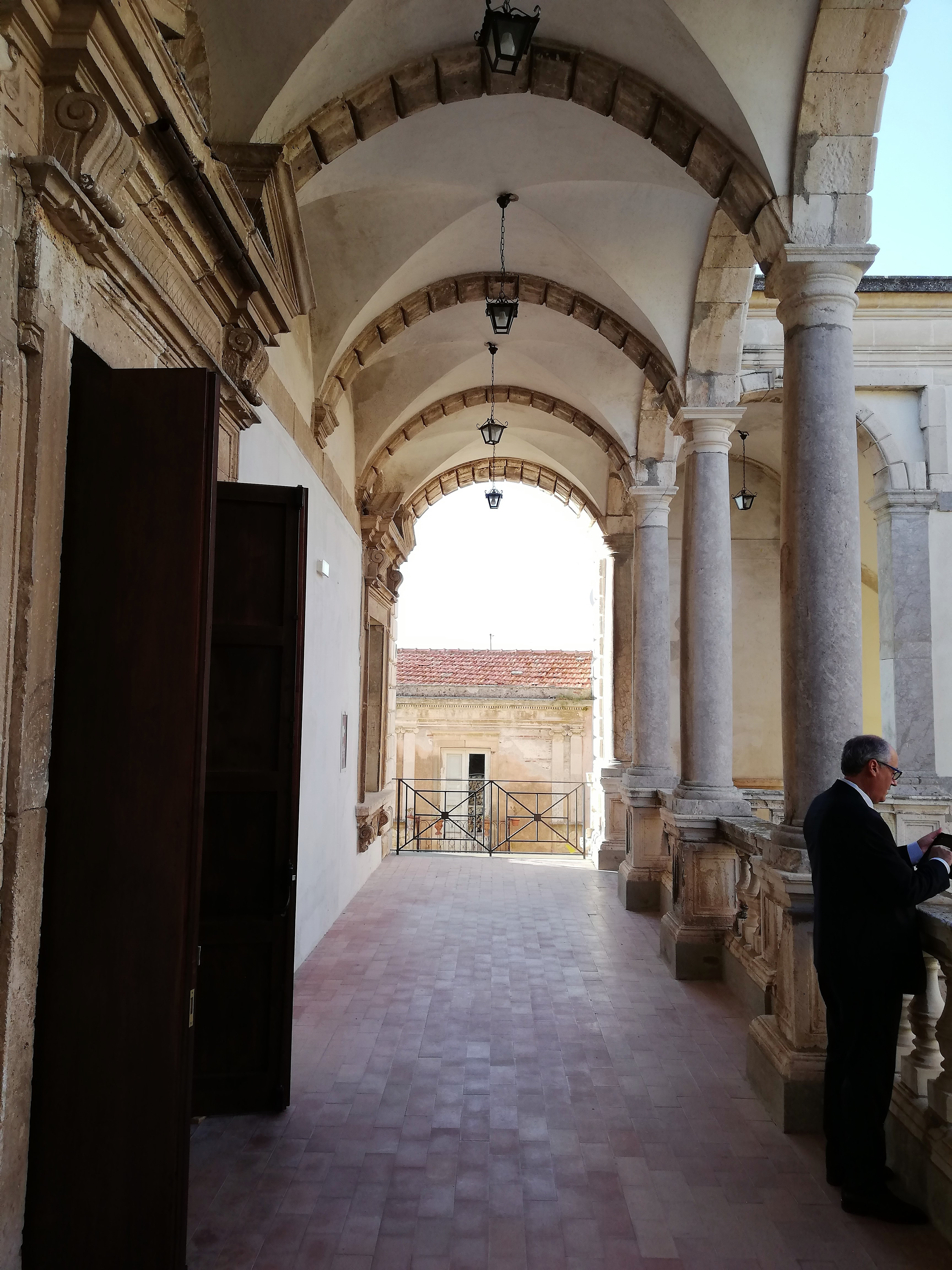